# Filippo II Francesco d'Este
Filippo II Francesco d'Este (1621 – 1653) figlio di Sigismondo d'Este, 2º Marchese di Lanzo e di Francesca Charledes d'Antel d'Hostel. Principe del Sacro Romano Impero. 3º Marchese di Lanzo con Groscavallo, Forno e Vonzo, 3º Marchese di San Martino in Rio, 1º Marchese di Dronero, Roccabruna e San Giuliano, 5º Conte di Corteolona, Signore di Campogalliano, Castellarano.

## Biografia
Filippo II Francesco era figlio di Sigismondo d'Este, 2º Marchese di Lanzo; il fratello di suo padre, era Carlo Filiberto I d'Este, 2º marchese di San Martino in Rio e giurisdizione annesse, dal quale nel 1652 eredita il feudo, alla morte di questi senza eredi maschi.
Il fratello Carlo Emanuele, 4º Marchese di Borgomanero e Porlezza e 2º Marchese di Santa Cristina fu Governatore di San Martino in Rio.
Il 30 novembre 1645 fu stipulato solennemente il contratto nuziale con Margherita di Savoia, figlia legittimata del Duca di Savoia Carlo Emanuele I.
Filippo Francesco che aveva ereditato il feudo nel 1652, governerà per un solo anno, morendo sul finire del 1653; erede sarà il primogenito di soli sei anni, che inizierà il governo del feudo sotto la reggenza della madre.
Il secondogenito Carlo Filiberto, inizierà la breve linea degli Este di Dronero.

## Discendenza
Dal matrimonio con Margherita di Savoia nacquero:
- Sigismondo III (1647 - 1732), 4º Marchese di Lanzo con Bonzo, Groscavallo e Forno. 4º Marchese di San Martino in Rio. 6º Conte di Corteolona, Signore di Campogalliano, Castellarano. Signore del Vicariato di Belgioioso;
- Carlo Filiberto (1649 - 1703), 2º Marchese di Dronero, San Giuliano e Roccabruna. Governatore della Savoia e di Torino. Capostipite della linea degli Este-Dronero;
- Angelica (? - ?), Monaca Agostiniana della Congregazione delle Angeliche nel Monastero di San Paolo.

## Ascendenza
|                                                          |   |                                    | Genitori                                  |  |  | Nonni |  |  | Bisnonni                                         |  |  | Trisnonni                                |  |
|                                                          |   |                                    |                                           |  |  |       |  |  | Sigismondo II d'Este, III signore di San Martino |  |  | Ercole d'Este, II signore di San Martino |  |
|                                                          |   |                                    |                                           |  |  |       |  |  | Sigismondo II d'Este, III signore di San Martino |  |  | Ercole d'Este, II signore di San Martino |  |
|                                                          |   | Angela Sforza                      |                                           |  |  |       |  |  | Sigismondo II d'Este, III signore di San Martino |  |  |                                          |  |
| Filippo I d'Este, I marchese di San Martino              |   |                                    |                                           |  |  |       |  |  | Sigismondo II d'Este, III signore di San Martino |  |  |                                          |  |
|                                                          |   | Giustina Trivulzio                 | Paolo Camillo Trivulzio, I duca di Boiano |  |  |       |  |  |                                                  |  |  |                                          |  |
|                                                          |   | Giustina Trivulzio                 | Paolo Camillo Trivulzio, I duca di Boiano |  |  |       |  |  |                                                  |  |  |                                          |  |
|                                                          |   | Giustina Trivulzio                 | Barbara Stanga                            |  |  |       |  |  |                                                  |  |  |                                          |  |
| Sigismondo d'Este, marchese di Lanzo                     |   | Giustina Trivulzio                 |                                           |  |  |       |  |  |                                                  |  |  |                                          |  |
|                                                          |   | Emanuele Filiberto, duca di Savoia | Carlo II, duca di Savoia                  |  |  |       |  |  |                                                  |  |  |                                          |  |
|                                                          |   | Emanuele Filiberto, duca di Savoia | Carlo II, duca di Savoia                  |  |  |       |  |  |                                                  |  |  |                                          |  |
|                                                          |   | Emanuele Filiberto, duca di Savoia | Beatriz de Portugal                       |  |  |       |  |  |                                                  |  |  |                                          |  |
| Maria di Savoia                                          |   | Emanuele Filiberto, duca di Savoia |                                           |  |  |       |  |  |                                                  |  |  |                                          |  |
|                                                          |   | Laura Crevola                      | …                                         |  |  |       |  |  |                                                  |  |  |                                          |  |
|                                                          |   | Laura Crevola                      | …                                         |  |  |       |  |  |                                                  |  |  |                                          |  |
|                                                          |   | Laura Crevola                      | …                                         |  |  |       |  |  |                                                  |  |  |                                          |  |
| Filippo II Francesco d'Este, III marchese di San Martino |   | Laura Crevola                      |                                           |  |  |       |  |  |                                                  |  |  |                                          |  |
|                                                          | … | …                                  |                                           |  |  |       |  |  |                                                  |  |  |                                          |  |
|                                                          | … | …                                  |                                           |  |  |       |  |  |                                                  |  |  |                                          |  |
|                                                          | … | …                                  |                                           |  |  |       |  |  |                                                  |  |  |                                          |  |
| …                                                        | … |                                    |                                           |  |  |       |  |  |                                                  |  |  |                                          |  |
|                                                          |   | …                                  | …                                         |  |  |       |  |  |                                                  |  |  |                                          |  |
|                                                          |   | …                                  | …                                         |  |  |       |  |  |                                                  |  |  |                                          |  |
|                                                          |   | …                                  | …                                         |  |  |       |  |  |                                                  |  |  |                                          |  |
| Françoise Charledes d'Antel d'Hôtel                      |   | …                                  |                                           |  |  |       |  |  |                                                  |  |  |                                          |  |
|                                                          |   | …                                  | …                                         |  |  |       |  |  |                                                  |  |  |                                          |  |
|                                                          |   | …                                  | …                                         |  |  |       |  |  |                                                  |  |  |                                          |  |
|                                                          |   | …                                  | …                                         |  |  |       |  |  |                                                  |  |  |                                          |  |
| …                                                        |   | …                                  |                                           |  |  |       |  |  |                                                  |  |  |                                          |  |
|                                                          |   | …                                  | …                                         |  |  |       |  |  |                                                  |  |  |                                          |  |
|                                                          |   | …                                  | …                                         |  |  |       |  |  |                                                  |  |  |                                          |  |
|                                                          |   | …                                  | …                                         |  |  |       |  |  |                                                  |  |  |                                          |  |
|                                                          |   | …                                  |                                           |  |  |       |  |  |                                                  |  |  |                                          |  |